# Enizemum schwarzi
Enizemum schwarzi là một loài tò vò trong họ Ichneumonidae.